# Ministre des Communications et de la Technologie (Syrie)
Le ministre des Communications et de la Technologie (en arabe : وزير الإتصالات والتكنولوجيا) de la Syrie est Hussein al-Masri.

## Liste
| Nom                      | Portrait | Mandat                             | Parti      |
| ------------------------ | -------- | ---------------------------------- | ---------- |
| Emad Sabouni             |          | 8 décembre 2007 - 27 août 2014     | Parti Baas |
| Mohammad Ghazi al-Jalali |          | 27 août 2014 - 3 juillet 2016      | Parti Baas |
| Ali al-Dhafir            |          | 3 juillet 2016 - 28 novembre 2018  | Parti Baas |
| Iyad al-Khatib           |          | 28 novembre 2018 - 8 décembre 2024 | Parti Baas |
| Hussein al-Masri         |          | depuis 10 décembre 2024            |            |